# Iati
Iati es un municipio brasileño del estado de Pernambuco. Está formado por el distrito-sede y por los poblados Quati y Santa Rosa. Tiene una población estimada al 2020 de 19 241 habitantes.

## Historia
La región era primitivamente habitada por indios Carijós y Tupiniquins; la localidad era llamada Iati, que quiere decir Casa Nueva.
Durante el siglo XVII muchos negros huyeron y se refugiaron en el interior de Pernambuco. En el territorio donde hoy se localiza el municipio de Iati, entonces llamado de Açude Velho. En dialecto quibundo, la palabra se refiere a escondite, quilombo o choza. También en el siglo XVII los blancos se establecieron en la tierra, alejando los negros e indígenas que allí habitaban.
El distrito fue creado el 1 de junio de 1892 y se denominaba Mocambo, subordinado al municipio de Águas Belas. En 1938 el distrito pasó a llamarse Iati. El 26 de diciembre de 1963 fue desglosado de Águas Belas, haciéndose municipio autónomo.

## Clima
La ciudad presenta un clima Tropical, y su principal bioma es la Caatinga.